# Il mio nome è Scopone e faccio sempre cappotto
Il mio nome è Scopone e faccio sempre cappotto è un film del 1975 diretto da Juan Bosch.

## Trama
Dallas, un pistolero senza fissa dimora, trova l'amico Lumacone in gabbia e in attesa di esecuzione sommaria da parte dei fratelli Maldonado, offesi per motivi muliebri. Liberatolo e messi in fuga i vendicatori, Dallas trascina Lumacone in un villaggio ove vanta dei diritti sulla fattoria, terreno e miniera, momentaneamente ereditata dalla giovane e indifesa Glenda. Secondo la volontà dei rispettivi genitori, Dallas e la ragazza dovrebbero disputarsi la proprietà - già del padre del pistolero - continuando una partita a poker. Ma Glenda non sa giocare e, d'altra parte, la sua proprietà è insidiata da Rompimani e dai fratelli Breidt; inoltre, dalla sua ha soltanto lo zio sceriffo ubriacone. Dallas e Lumacone si schierano dalla parte della giovane; umiliano e mettono in fuga gli avversari; quindi riprendono le loro peregrinazioni.